# Anochetus kanariensis
Anochetus kanariensis é uma espécie de formiga do gênero Anochetus, pertencente à subfamília Ponerinae.